# Gamla stan
Gamla stan (den Gamle By), Stadsholmen (historisk navn) eller Staden mellan broarna og indtil 1980 officielt Staden mellan broarna  er den ældste del af Stockholm i Sverige. Gamla stan ligger hovedsageligt på øen Stadsholmen, men også på Riddarholmen, Helgeandsholmen og Strömsborg. Bydelen har et indbyggertal på omkring 3.000 personer.
Gamla Stan har spillet en vigtig rolle i Sveriges arkitektur, og mange af Sveriges mest berømte arkitekter har været med til at forme området inklusive Nicodemus Tessin og Carl Hårleman, der arbejdede på Stockholm Slot, der også ligger i Gamla stan.
Andre notable bygninger i Gamla stan inkluderer Tessins ejet palads, Börshuset, Bondeska paladset (sæde for den svenske højesteret) og Riddarhuset, hvor landets parlement har været i mange år.
Gamla stan er en del af bydelen Södermalm.

## Historie
Stockholm grundlagdes i 1200-tallet ved det store borganlæg, som Birger Jarl havde ladet opføre. Rådhuset byggedes ved hovedtorvet (Stortorget), og bag ved dette lå bykirken, som nu udgør den ældste del af Storkirken. Fra torvet udgik gader mod byportene. Den vigtigste, Köpmansporten, førte ned til havnen ved Saltsjön.
Det, vi i dag kalder Gamla stan, var længe det bymæssige område i modsætning til de mere landlige områder, malmarna, som udgøres af Norrmalm, Södermalm og Östermalm. Dengang omtaltes den som
"staden" eller "selve staden".
Fra midten af 1800-tallet blev navnet til "Staden mellem broerne" eller "staden inden for broerne". Bydelen fra den ældste middelalder var omgivet af en bymur, som lå omkring det nuværende Västerlånggatan og Österlånggatan. Den dominerende bygning var borgen. Inden for bymuren opstod et uregelmæssigt gadenet. Allerede i slutningen af 1200-tallet begyndte en systematisk opfyldning af Stadsholmens strandarealer, hvorved antallet af byggemodne områder øgedes. Bygninger opførtes på de fyldte marker neden for åsen, og befæstningerne rykkede nærmere vandet. De lange og smalle kvarterer neden for langgaderne opstod mod slutningen af middelalderen.
I begyndelsen af 1600-tallet havde de gamle befæstninger udspillet deres rolle, og efter en ødelæggende brand i 1625 i den sydvestre del indledtes et omfattende reguleringsarbejde, hvor gamle murrester blev revet ned, og Lilla Nygatan førtes lineært frem gennem det tidligere mylder. Nogle år senere nedrev man også murene mod øst og byggede derpå Skeppsbron som en bred strandgade med prægtige 1600-tals huse, som udgjorde byens front mod vandet. En front værdig for en hovedstad.
De ældste bebyggelser var sandsynligvis opført i træ, men i senmiddelalderen blev en stor del af husene bygget i tegl. I Sveriges stormagtstid ombyggedes mange af middelalderens huse. Man ændrede facaderne, så de fik høje gavle og rigt udsmykkede portaler. Også i 1700-tallet ændredes mange huse med nye tagformer og pudsede facader. I 1800-tallet blev facaderne mere detaljerige, og der kom skiltevinduer til i butiksgaderne.
En hel del af middelalderens murværk findes stadig bag de synlige facader. Inde i husene findes
også kælderhvælv fra middelalderen, kalkmalerier udført i 1500-tallet, rigt bemalede bjælketag fra 1600-tallet samt rokokoindretninger og 1800-tallets overdådige dekorationer.

## Gadenavne i Gamla stan
De ældste kendte og bevarede gadenavne i Stockholm og Gamla Stan er Köpmangatan, der første gang nævnes i 1323 og Skomakargatan, der nævnes nogle år senere. Fra 1400-tallet findes navnene Stortorget, Kornhamnstorg, Slottsbacken og Järntorget, ligesom mange navne af kristen karakter dukker op, fx Store Gråmunkegränd, Svartmangatan og Själagårdsgaden. Selv Kindstugatan og Kåkbrinken dateres tilbage til 1400-tallet.
Fra 1500-tallet findes gaderne Prästgatan, Brunnsgränd og Skottgränd. I 1600-tallet er de fleste knyttet til personnavne, fx Skepper Olofs Gränd, Sven Vintappares Gränd og Baggensgatan. I 1700-tallet opstår navne med tilknytning til gårdkøkkener og krovirksomhed, fx Pelikansgränd, Drakens Gränd og Ankargränd (gränd betyder gyde). Navnene Mynttorget, Gaffelgränd, Norra og Södra Dryckesgränd samt Tyska Brunnsplan.
Kun få gadenavne stammer fra 1800-tallet. I 1900-tallet navngav man mest kajer, broer og trapper, fx Bankkajen, Stallbron og Helgeandstrapperne. På dette tidspunkt byggedes også en del broer, fx Centralbron mellem Norrmalm og Södermalm, der løber mellem Gamla Stan og Riddarholmen.
Der har været en del kritik af, at man i 1960'erne anlagde et stykke motorvej gennem Stockholms historiske hjerte.

## Seværdigheder
- Stockholms Slot.
- Stortorget med børshuset, Grillskahuset, Schantzska-huset, Brunnen og Kanonkulan.
- Sankt Nikolai Kyrka (Storkyrkan).
- Den tyske kirke.
- Väster- og Osterlånggatorna.
- Prästgatan som følger den gamle bymur.
- Köpmangatan, Stockholms ældste gade.
- Mårten Trotzigs gränd, Stockholms smalleste gyde, 90 centimeter og 36 trappetrin.
- Kvarteret Cepheus.
- Riksdagshuset og Stockholms middelaldermuseum på Helgeandsholmen.

59°19′30″N 18°4′15″Ø / 59.32500°N 18.07083°Ø